# Callimachus (generaal)

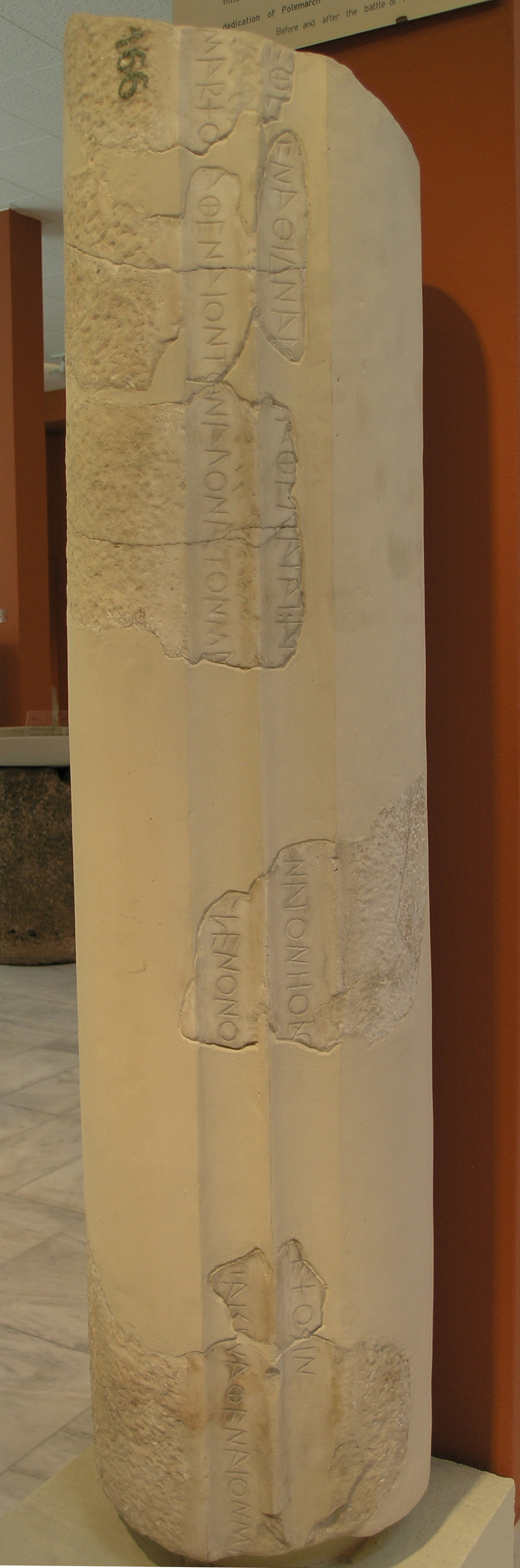
Antieke inscriptie gewijd aan Callimachus, rond de Slag bij Marathon.

Callimachus (Grieks: Καλλίμαχος) was polemarchos in Athene in 490 BC. Hij was een van de legerleiders tijdens de Slag bij Marathon.
Als polemarchos had Callimachus een stem in militaire zaken, samen met de tien strategoi (de generaals) waaronder Miltiades de Jongere. Miltiades overtuigde Callimachus om zijn stem ten gunste van een veldslag uit te brengen als bij de strategoi de stemmen staakten.
Bij Marathon voerde Callimachus het bevel over de rechtervleugel van het Atheense leger. De linkervleugel werd aangevoerd door de Plataeanen. De beide vleugels omsingelden de Perzen na een ogenschijnlijk suicidale aanval door het centrum. Hoewel de Grieken de slag wonnen, sneuvelde Callimachus tijdens het gevecht. Naar verluidt was zijn arm afgehakt door een bijl; hij stierf waarschijnlijk aan deze verwonding.